# 素可泰号护卫舰
素可泰号护卫舰（英語：HTMS Sukhothai；FS-442）是泰国皇家海军拉达那哥欣级护卫舰二号舰。该舰以素可泰王国命名，由美国塔科马造船公司建造，1987年入役，2022年12月19日凌晨因事故在泰國灣巴蜀府附近海域沉没。

## 建造
1983年5月9日，泰国皇家海军下订该舰。1984年3月26日在美国华盛顿州塔科马的塔科马造船公司安放龙骨。1986年7月20日下水。
素可泰号护卫舰为拉达那哥欣级护卫舰二号舰。该型护卫舰旨在用作反舰导弹和舰对空导弹的高机动发射平台。

## 设计
素可泰号护卫舰可执行防空战、反舰战和反潜战。
素可泰号护卫舰的导弹系统包括两具Mk-141导弹发射架，位于船体上层建筑后方，每具发射架携带四联或两联装魚叉反艦飛彈，舰尾甲板上装备有一具八联装阿斯派德飛彈发射箱用于点防空。该舰主炮为一门奧托梅萊拉76公釐艦炮，辅以一门波佛斯40公釐70倍徑双联高射砲（B炮位）和两门厄利孔20毫米机炮。该舰还装备有两组三联装Mk 32型水面船艦魚雷管。素可泰号护卫舰无直升机起降设施。
素可泰号护卫舰的动力由两台MTU 20V1163 TB83柴油发动机提供，两轴驱动。

## 服役历史
1987年2月19日，素可泰号护卫舰入役泰国皇家海军，舷号为2号。之后舷号调整为442。
素可泰号护卫舰隶属于泰国皇家海军第一巡防舰中队第一舰组。也会编入查克里·納呂貝特號航空母艦特遣编队一起行动。
服役期间，素可泰号护卫舰多次参加泰国─美国举办的“卡拉特”海上聯合軍演（CARAT）。
素可泰号护卫舰曾代表泰国参加新加坡亚洲国际海事防务展（IMDEX Asia）。
2017年5月，素可泰号护卫舰参加了在新加坡樟宜海軍基地举行的新加坡国际观舰式（International Maritime Review）。2017年11月，素可泰号护卫舰在泰国芭堤雅海域参加了纪念东盟50周年的2017年国际海上观舰式（International Fleet Review 2017）。

### 2022年海難
2022年12月18日晚間，素可泰号护卫舰在巴蜀府邦沙潘县外海約20海里處巡逻时，遭遇强风浪。晚間8时45分左右，突遭巨风冲击，船隻傾斜後海水湧入前部船舱，船体持续进水长达3个多小时，导致舰艇电力系统受损，主引擎断电停机，無法自行排出海水，船体負重過大严重向右傾斜60度，最终于次日凌晨0时12分左右因进水过多沉没。船上载着106名船员中，有78人获救、33人失踪及6人死亡。